# Wyspa Króla Jerzego
Wyspa Króla Jerzego – największa wyspa w archipelagu Szetlandów Południowych, odkryta przez Williama Smitha w 1819 roku. Została nazwana na cześć Jerzego III, króla Wielkiej Brytanii.

## Położenie
Wyspa położona jest 120 km od wybrzeży Antarktydy na Oceanie Południowym, ma powierzchnię 1150 km², długość około 95 km i szerokość 25 km. W 90% pokryta jest lodem. Średnia roczna temperatura powietrza wynosi −1,6 °C. Najniższa zanotowana temperatura wynosiła −32,3 °C, a najwyższa +16,7 °C. Średnia temperatura gleby na głębokości 5 cm waha się między +4,0 °C w styczniu a −1,8 °C we wrześniu.

## Stacje badawcze
Na wyspie znajdują się stacje badawcze dziewięciu krajów, w tym polska Stacja Antarktyczna im. Henryka Arctowskiego. Polska stacja położona jest nad Zatoką Admiralicji, podobnie jak brazylijska i peruwiańska. Pozostałe grupują się nad Zatoką Maxwella na południowym zachodzie wyspy, gdzie większe fragmenty lądu są wolne od lodu. Stacja peruwiańska działa tylko latem, pozostałe są całoroczne. Na wyspie znajdują się także mniejsze obozy terenowe i tzw. refugia.
| Nazwa          | Państwo          | Rok otwarcia |
| -------------- | ---------------- | ------------ |
| Arctowski      | Polska           | 1977         |
| Artigas        | Urugwaj          | 1984         |
| Bellingshausen | Rosja            | 1968         |
| Carlini        | Argentyna        | 1953         |
| Escudero       | Chile            | 1994         |
| Ferraz         | Brazylia         | 1984         |
| Frei           | Chile            | 1969         |
| King Sejong    | Korea Południowa | 1988         |
| Machu Picchu   | Peru             | 1989         |
| Wielki Mur     | Chiny            | 1985         |

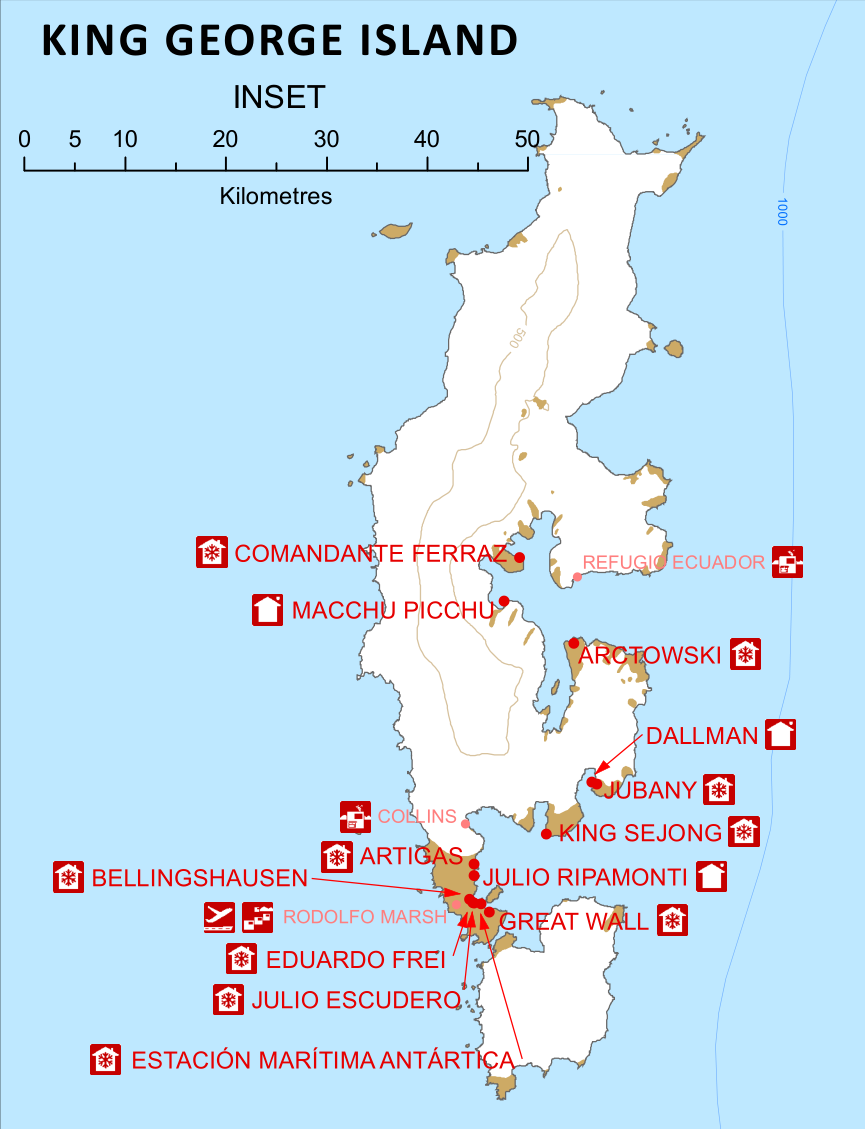
Placówki badawcze i logistyczne położone na Wyspie Króla Jerzego

Polscy badacze Antarktyki pracujący na Wyspie Króla Jerzego uwiecznili w 1980 r. pamięć wybitnych polskich naukowców nadając ich nazwiska formacjom geologicznym  Wyspy. 
Tak powstały nad Zatoką Admiralicji obowiązujące nazwy geograficzne: lodowiec Dobrowolskiego dla upamiętnienia geofizyka i meteorologa Antoniego  Bolesława Dobrowolskiego (1872–1954), uczestnika wyprawy Belgica, oraz grań Szafera – grzbiet górski o wysokości od 250 do 260 m i lodospad Szafera dla upamiętnienia wybitnego polskiego botanika i twórcy polskiej ochrony przyrody Władysława Szafera (1886–1970).
W lecie organizuje się pewną liczbę specjalistycznych wycieczek turystycznych na wyspę.
19 stycznia 1979 r. na wyspie zmarł podczas kręcenia filmu Włodzimierz Puchalski, polski dokumentalista, reżyser filmów przyrodniczych i fotograf. Jego grób, wpisany na listę pamiątkowych miejsc Antarktyki, znajduje się w pobliżu polskiej stacji.

## Przyroda
Od strony Cieśniny Drake'a znajdują się legowiska słoni morskich.